# Woo Sang-hyeok
Woo Sang-hyeok (koreanisch 우상혁, * 23. April 1996 in Daejeon) ist ein südkoreanischer Leichtathlet, der sich auf den Hochsprung spezialisiert hat. Er siegte dreimal bei Asienmeisterschaften und wurde 2022 und 2025 Hallenweltmeister und zählt damit zu den erfolgreichsten Leichtathleten seines Landes.

## Sportliche Laufbahn
Erste internationale Erfahrungen sammelte Woo Sang-hyeok bei den Jugendweltmeisterschaften 2013 in Donezk, bei denen er mit 2,20 m die Goldmedaille gewann. Im darauf folgenden Jahr gewann er auch bei den Juniorenweltmeisterschaften in Eugene mit 2,24 m die Bronzemedaille. Im September nahm er erstmals an den Asienspielen im südkoreanischen Incheon teil und wurde mit 2,20 m Zehnter. 2015 nahm er an den Asienmeisterschaften in Wuhan teil und belegte mit 2,10 m ebenfalls Rang zehn. Anschließend erreichte er bei der Sommer-Universiade in Gwangju mit 2,24 m Platz fünf. Bei den Hallenasienmeisterschaften in Doha im Jahr darauf folgte ein elfter Platz und er nahm auch an den Olympischen Spielen in Rio de Janeiro teil, bei denen er sich mit 2,26 m nicht für das Finale qualifizieren konnte. 2017 siegte er bei den Asienmeisterschaften in Bhubaneswar mit 2,30 m und erhielt damit ein Freilos für die Weltmeisterschaften in London, bei denen er mit 2,22 m in der Qualifikation ausschied. Zwei Wochen später wurde er bei den Studentenweltspielen in Taipeh mit 2,20 m Achter. 2018 nahm er erneut an den Asienspielen in Jakarta teil und gewann dort mit 2,28 m die Silbermedaille hinter dem Chinesen Wang Yu. Bei den Asienmeisterschaften in Doha konnte er seinen Titel nicht verteidigen und belegte mit übersprungenen 2,19 m den geteilten siebten Platz. 2021 siegte er mit 2,26 m beim Chula Vista Field Fest und nahm dann an den Olympischen Spielen in Tokio teil und steigerte sich dort im Finale auf 2,35 m und belegte mit dieser Landesrekordweite den vierten Platz.
2022 steigerte er sich in der Halle auf 2,36 m und zählte damit zu den Titelanwärtern bei den Hallenweltmeisterschaften in Belgrad. Dort wurde er den Erwartungen gerecht und siegte mit einem Sprung über 2,35 m, womit er die erste Goldmedaille für Südkorea bei Leichtathletik-Weltmeisterschaften gewann. Im Mai siegte er mtit 2,33 m bei der Doha Diamond League und gewann dann mit übersprungenen 2,35 m die Silbermedaille bei den Weltmeisterschaften in Eugene hinter dem Katari Barshim. Daraufhin wurde er beim Herculis in Monaco mit 2,30 m Zweiter. Im Jahr darauf gewann er bei den Hallenasienmeisterschaften in Astana mit 2,24 m die Silbermedaille hinter dem Japaner Ryōichi Akamatsu. Im Mai soegte er mit 2,29 m beim Seiko Golden Grand Prix und anschließend wurde er bei der Golden Gala Pietro Mennea mit 2,30 m Zweiter. Daraufhin siegte er bei den Asienmeisterschaften in Bangkok mit übersprungenen 2,28 m. Im August belegte er bei den Weltmeisterschaften in Budapest mit 2,29 m im Finale den sechsten Platz und kurz darauf wurde er bei Weltklasse Zürich mit 2,31 m Dritter. Im September siegte er mit 2,35 m beim Prefontaine Classic und entschied damit die Gesamtwertung der Diamond League für sich. Anschließend gewann er bei den Asienspielen in Hangzhou mit 2,33 m die Silbermedaille hinter dem Katari Barshim. 2024 sicherte er sich bei den Hallenweltmeisterschaften in Glasgow mit 2,28 m die Bronzemedaille hinter dem Neuseeländer Hamish Kerr und Shelby McEwen aus den Vereinigten Staaten. Im Juli wurde er beim Herculis mit 2,28 m Dritter, ehe er im August bei den Olympischen Spielen in Paris mit 2,27 m im Finale auf den siebten Platz gelangte. Anschließend siegte er mit 2,30 m bei der Golden Gala in Rom und wurde beim Memorial Van Damme mit 2,25 m Dritter.
2025 gewann er bei den Hallenweltmeisterschaften in Nanjing mit 2,31 m zum zweiten Mal nach 2022 und Ende Mai holte er sich bei den Asienmeisterschaften mit 2,29 m seinen dritten Titel.
In den Jahren 2015, 2016 und von 2018 bis 2021 sowie 2023 wurde Woo südkoreanischer Meister im Hochsprung.